# Rivière des Aulnes (vattendrag i Kanada, lat 50,57, long -79,04)
Rivière des Aulnes är ett vattendrag i Kanada.   Det ligger i provinsen Québec, i den östra delen av landet, 600 km norr om huvudstaden Ottawa.
Omgivningarna runt Rivière des Aulnes är i huvudsak ett öppet busklandskap. Trakten runt Rivière des Aulnes är nära nog obefolkad, med mindre än två invånare per kvadratkilometer.